# زیست بسپار

ساختار مارپیچی مشهور دی‌ان‌ای که از یک جفت پلی‌نوکلئوتید تشکیل شده است.

زیست بسپارها یا بیوپلیمرها (به انگلیسی: Biopolymer) دسته‌ای از مولکول‌های غول آسای پلیمری هستند که از منابع طبیعی استخراج می‌شوند. پلی‌ساکاریدها، پلی‌نوکلئوتیدها (دی‌ان‌ای و آران‌ای) و پلی‌پپتیدها نمونه‌های مهمی از زیست بسپارها هستند.